# Ammourapi
Ammourapi (ou Hammourabi) est le dernier roi du royaume d'Ougarit, situé sur la côte syrienne actuelle. Il régna d'environ 1215 à environ 1180 av. J.-C.

## Biographie
Contemporain du Hittite Suppiluliuma II, le nom d'Ammourapi nous est parvenu par le biais d'une lettre (RS 18.17) écrite en réponse à une demande d'aide du roi d'Alashiya. Cette missive nous renseigne sur la situation dramatique dans laquelle se trouvait Ougarit après l'arrivée des Peuples de la mer.

« À mon père, les vaisseaux de l'ennemi sont venus ; mes cités ont brulé, et ils ont répandu le Mal dans mon pays. Mon père ne sait-il donc pas que toutes mes troupes et mes chariots sont au Pays du Hatti, et que tous mes navires sont au Pays de Lukka ? (…) Ce pays est livré à lui-même. Que mon père soit averti : les sept vaisseaux de l'ennemi nous ont infligé de grands dégâts. »

Aucune aide ne parvint et Ougarit fut rasée vers la fin de l'Âge du bronze, aux alentours de 1180 - 1170 av. J.-C., provoquant la chute du royaume dont elle était la capitale. Il s'agit fort probablement de l'œuvre des Peuples de la mer venus de l'ouest. La cité ne s'en relèvera pas et Ammourapi fut ainsi son dernier roi.